# Balzan Youths Football Club 2011-2012
Questa voce raccoglie le informazioni riguardanti il Balzan Youths Football Club nelle competizioni ufficiali della stagione 2011-2012.

## Rosa
| N. |                    | Ruolo | Calciatore        |
| -- | ------------------ | ----- | ----------------- |
|    | Malta (bandiera)   | P     | Brian Bonello     |
|    | Malta (bandiera)   | P     | Fredrick Tabone   |
|    | Malta (bandiera)   | D     | David Agius       |
|    | Malta (bandiera)   | D     | Brandon Bonnici   |
|    | Malta (bandiera)   | D     | Clifton Ciantar   |
|    | Malta (bandiera)   | D     | Roderick Farrugia |
|    | Malta (bandiera)   | D     | Renie Forace      |
|    | Albania (bandiera) | D     | Bledion Guga      |
|    | Malta (bandiera)   | D     | Jonathan Francica |
|    | Malta (bandiera)   | D     | Yessous Camilleri |
|    | Malta (bandiera)   | D     | Clint Micallef    |
|    | Malta (bandiera)   | D     | Sharlon Pace      |
|    | Brasile (bandiera) | C     | Renato            |

| N. |                          | Ruolo | Calciatore        |
| -- | ------------------------ | ----- | ----------------- |
|    | Malta (bandiera)         | C     | Bjorn Bondin      |
|    | Malta (bandiera)         | C     | Silvan Ciscaldi   |
|    | Malta (bandiera)         | C     | David Fenech      |
|    | Malta (bandiera)         | C     | Dylan Grima       |
|    | Serbia (bandiera)        | C     | Nikola Tasić      |
|    | Malta (bandiera)         | C     | Matthew Sciortino |
|    | Malta (bandiera)         | C     | Michael Borg      |
|    | Malta (bandiera)         | A     | Aaron Agius       |
|    | Nuova Zelanda (bandiera) | A     | Kris Bright       |
|    | Malta (bandiera)         | A     | Miguel Ciantar    |
|    | Brasile (bandiera)       | A     | Fagner            |
|    | Malta (bandiera)         | A     | Lydon Micallef    |
|    | Brasile (bandiera)       | A     | Pedrinho          |